# Robert Brucato
Robert Anthony Brucato (ur. 14 sierpnia 1931 w Nowym Jorku; zm. 7 listopada 2018 w Yonkers) – amerykański duchowny katolicki, biskup pomocniczy Nowego Jorku w latach 1997–2006.

## Życiorys
Święcenia kapłańskie otrzymał 1 czerwca 1957 z rąk kard. Francisa Spellmana i inkardynowany został do rodzinnej archidiecezji.
30 czerwca 1997 papież Jan Paweł II mianował go biskupem pomocniczym archidiecezji nowojorskiej ze stolicą tytularną Temuniana. Sakry udzielił mu ówczesny metropolita John Joseph O’Connor. Na emeryturę przeszedł 31 października 2006.
Zmarł 7 listopada 2018.